# Канин, Василий Иванович
Василий Иванович Канин — советский хозяйственный и государственный деятель, лауреат Государственной премии СССР за выдающиеся достижения в труде.

## Биография
Родился в 1934 году на территории современной Липецкой области. Член КПСС.
В 1958—1989 годах — водитель автомобиля, бригадир водителей автомобилей Воронежского автокомбината Центрально-Черноземного территориального транспортного управления.
За большой личный вклад в повышение эффективности использования автомобильного и ж/д транспорта был в составе коллектива удостоен Государственной премии СССР за выдающиеся достижения в труде 1983 года.
Народный депутат СССР (1989—1991).
Жил в Воронеже.

## Награды
- Орден Трудовой Славы II степени (1986)
- Орден Трудовой Славы III степени (1981)